# Psalidomyrmex feae
Psalidomyrmex feae är en myrart som beskrevs av Menozzi 1922. Psalidomyrmex feae ingår i släktet Psalidomyrmex och familjen myror. Inga underarter finns listade i Catalogue of Life.

## Bildgalleri

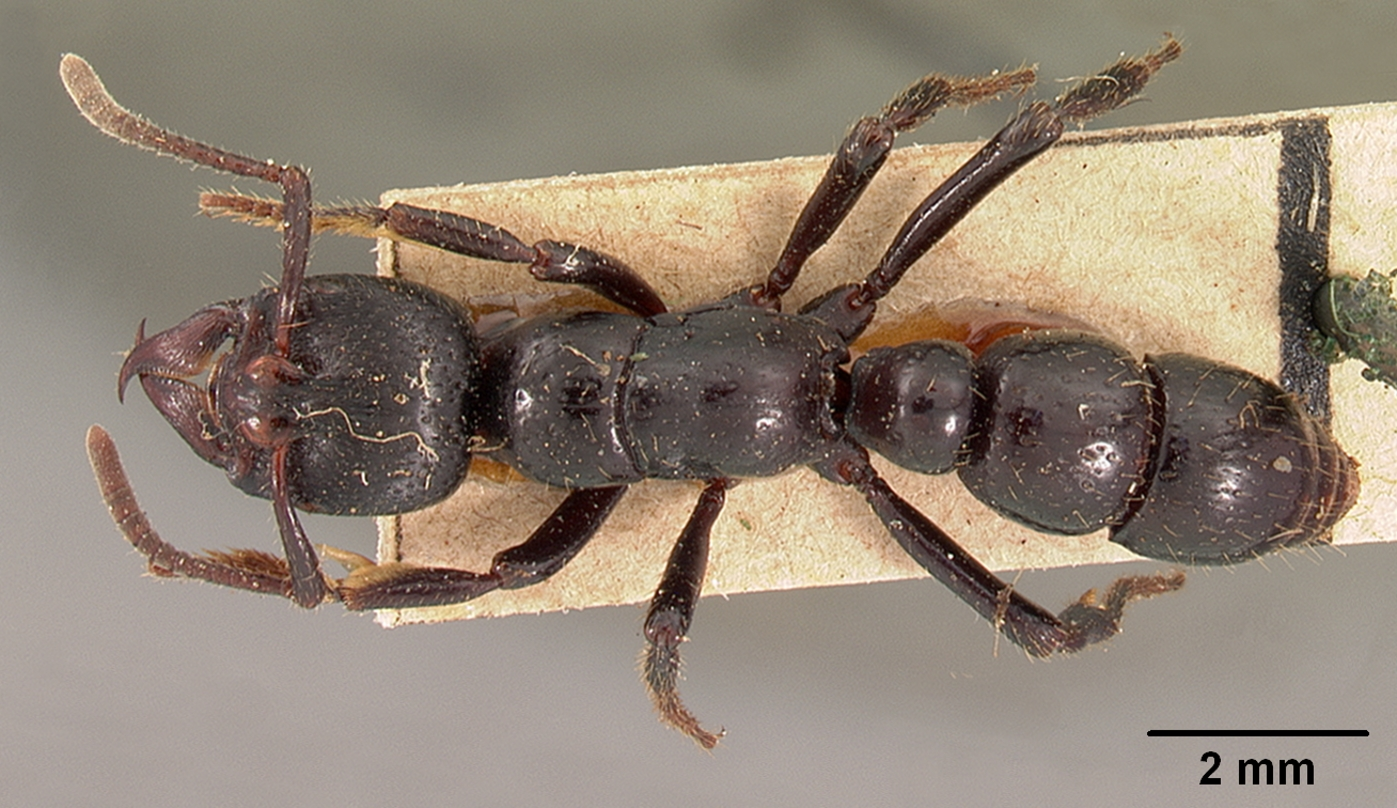
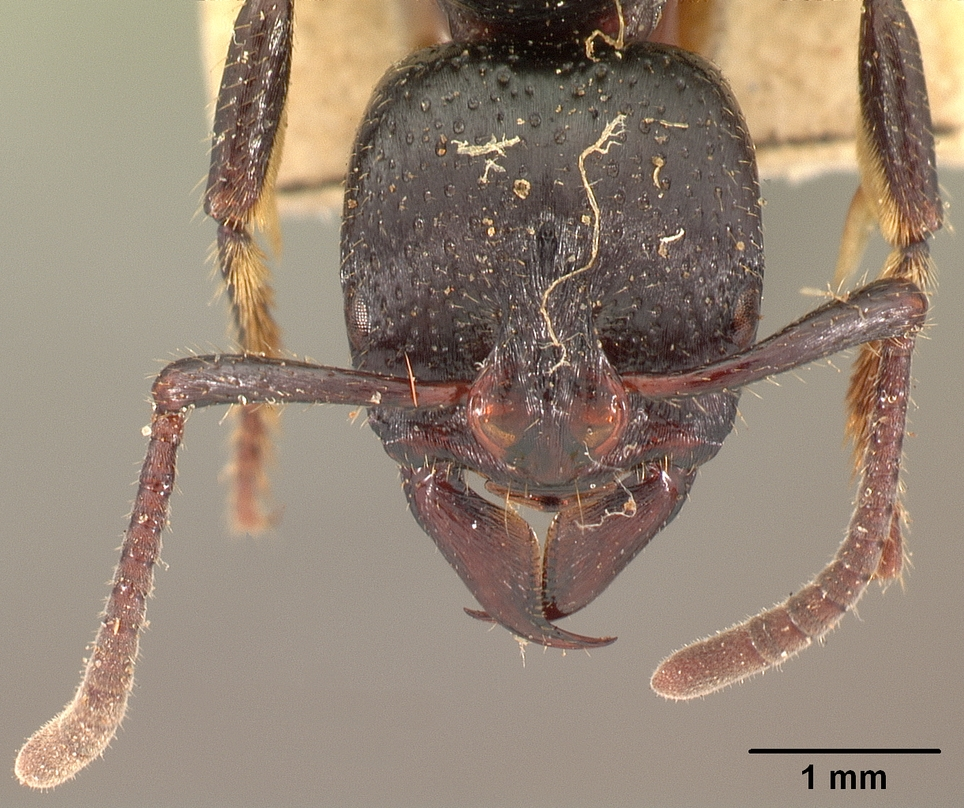
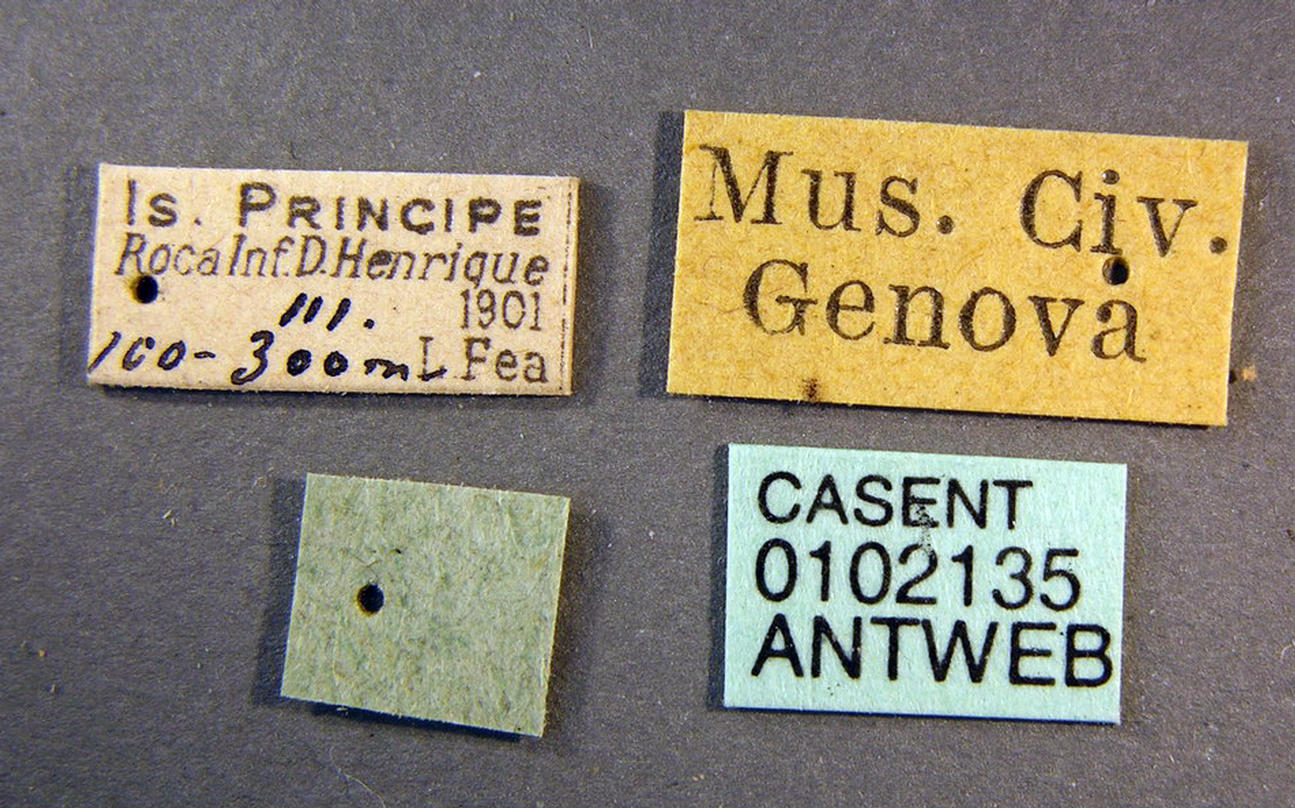
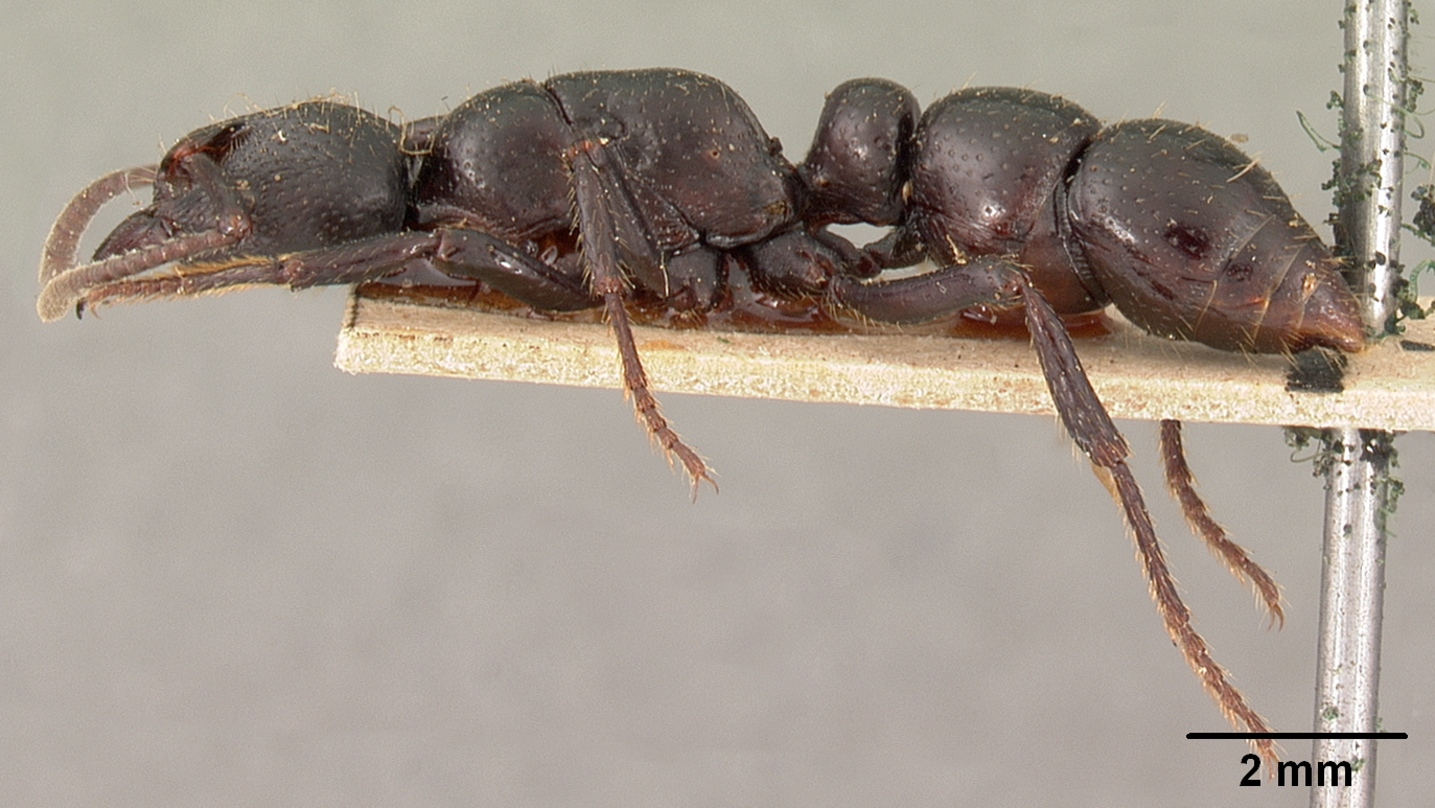
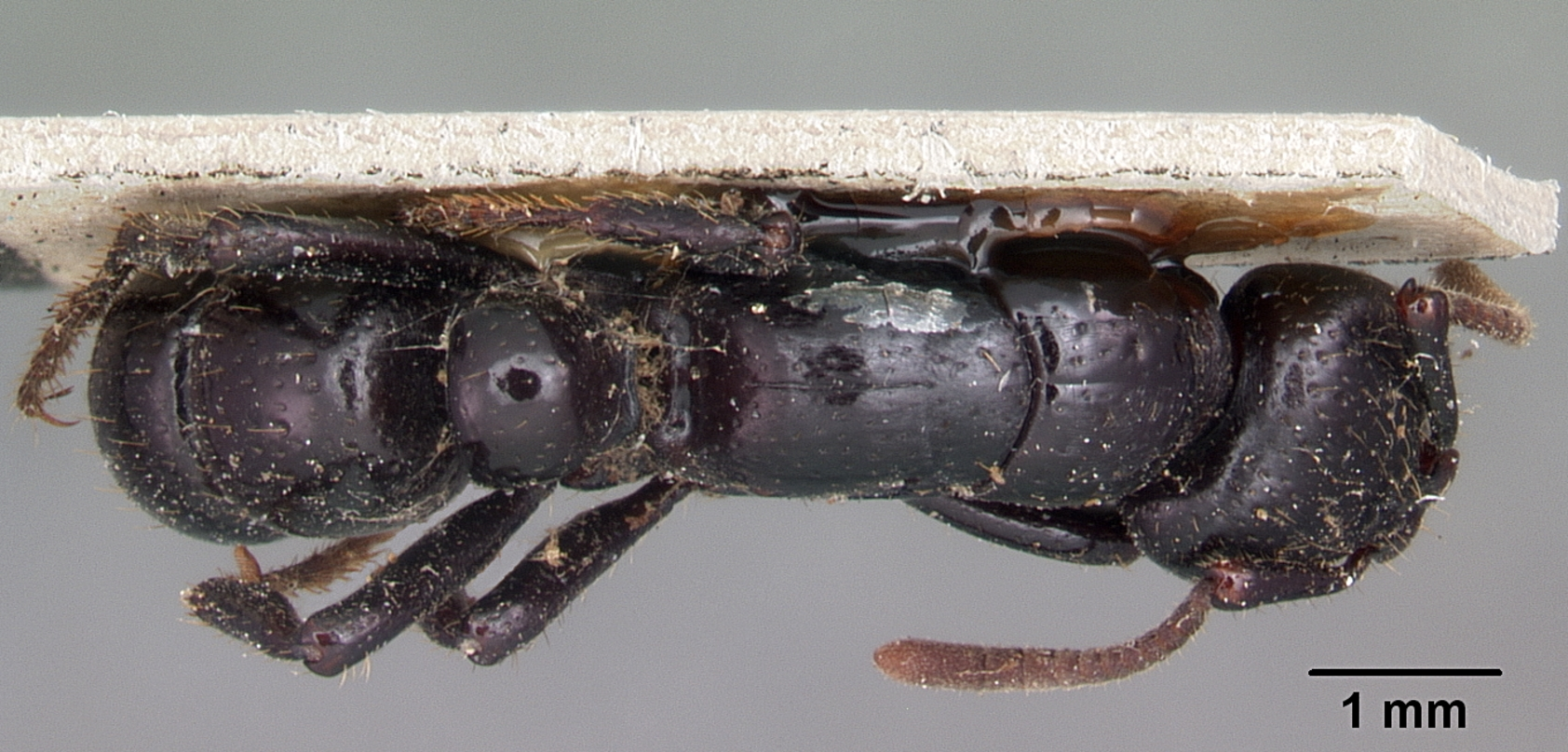
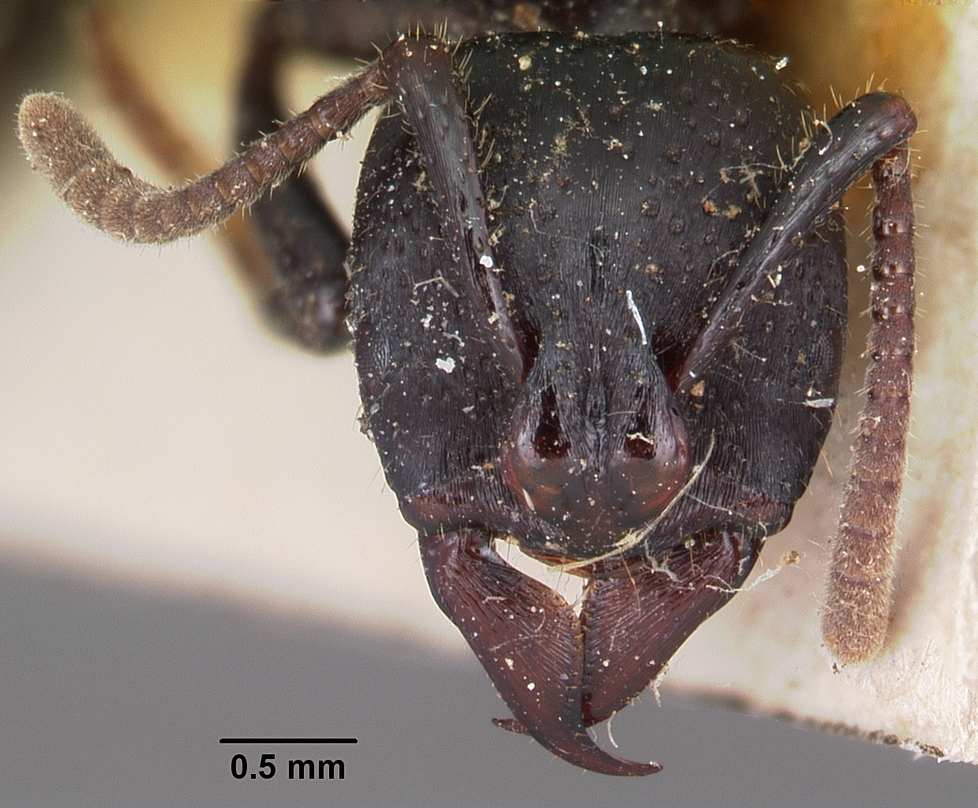